# ديفيد سيبلي
ديفيد سيبلي هو طبيب أسنان ومحامي وسياسي أمريكي، ولد في 16 يوليو 1948. نشط حزبياً في الحزب الجمهوري. وقد انتخب عضو مجلس ولاية تكساس ‏.